# Брёут, Даниель
Даниэль Брёут (норв. Daniel Braut; род. 1 мая 2005, Sandnes, Ругаланн) — норвежский футболист, нападающий клуба «Тромсё».

## Клубная карьера
Брёут — воспитанник клубов «Ганддал» и «Саннес Ульф». 19 апреля 2022 года в матче против «Конгсвингера» он дебютировал в Первой лиге Норвегии в составе последнего. 25 июля в поединке против «Асане» Даниэль забил свой первый гол за «Саннес Ульф». В начале 2025 года Брёут на правах аренды перешёл в «Тромсё». 30 марта в матче против «Хёугесунна» он дебютировал в Типпелиге. По окончании аренды клуб выкупил трансфер игрока. 5 июля в поединке против «Мольде» Даниэль забил свой первый гол за «Тромсё».

## Международная карьера
В 2024 году в составе юношеской сборной Норвегии Брёут принял участие в юношеском чемпионате Европы в Северной Ирландии. На турнире он сыграл в матчах против сборных Италии, Украины, Северной Ирландии и Турции. В поединках против итальянцев и североирландцев Брёут забил 3 мяча и стал лучшим бомбардиром турнира.

## Достижения
Индивидуальные
- Лучший бомбардир чемпионата Европы до 19 лет (3 гола) — 2024